# 村上義雄

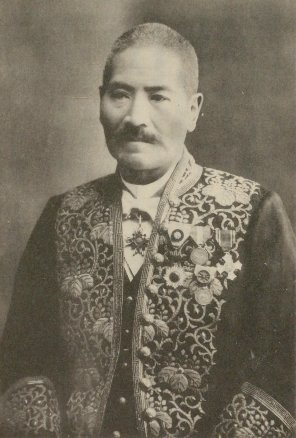
村上義雄

村上 義雄（むらかみ よしお、旧姓：平塚、1845年6月18日（弘化2年5月14日） - 1919年（大正8年）6月12日）は、日本の内務官僚。肥後国（現熊本県）出身。

## 経歴
熊本藩士・平塚孫四郎の二男として生まれ、同藩士・村上壺溪の養子となる。1874年（明治7年）、東京府十等出仕となる。1882年（明治15年）、参事院議官補に転じ、以後、高知県大書記官、内務省書記官、県治局次長、長野県・広島県の各書記官、新潟県内務部長などを歴任。
1893年（明治26年）から1896年（明治29年）まで徳島県知事を務める。同年8月、台湾総督府に転じ、台中県知事に就任。1898年（明治31年）5月、新竹県知事兼台北県知事となり、1901年（明治34年）1月に台北県が廃止されるまで務めた。
1902年（明治35年）から1910年（明治43年）まで石川県知事に在任。1910年12月3日、錦鶏間祗候に任じられた。1917年1月22日、官幣大社生國魂神社宮司に就任し、錦鶏間祗候は消滅した。その後、八千代生命保険監査役を務めた。

## 栄典
位階
- 1892年（明治25年）4月18日 - 従五位[3]
- 1893年（明治26年）4月11日 - 正五位[4]
- 1901年（明治34年）12月26日 - 正四位[5]
- 1907年（明治40年）6月21日 - 従三位[6]

勲章等
- 1893年（明治26年）12月28日 - 勲五等瑞宝章[7]
- 1899年（明治32年）12月27日 - 勲三等瑞宝章[8]
- 1906年（明治39年）4月1日 - 勲二等旭日重光章[9]・明治三十七八年従軍記章[10]